# Diễn Hoa
Diễn Hoa là một xã thuộc huyện Diễn Châu, tỉnh Nghệ An, Việt Nam.

## Địa lý - Hành chính
Xã có diện tích 4,51 km², dân số năm 1999 là 4.839 người, mật độ dân số đạt 1.073 người/km².

## Lịch sử hình thành
Xã Diễn Hoa phát triển từ làng Phượng Lịch xưa. Tương truyền ông tổ khai làng lập ấp Phượng Lịch là ông Cao Nhân Tối và ông Ngô Trí Tri. Hai ông đã chiêu dân lập làng ở vùng đất nằm giữa cánh đồng rộng và con sông Bùng bao quanh tạo ra một vùng canh tác màu mỡ. Lăng mộ và đền thờ đến ngày nay vẫn còn được con cháu giữ gìn và thờ phụng. Hàng năm cứ đến ngày rằm tháng Giêng là con cháu khắp nơi tụ về quê hương cùng hội họp và thắm nén hương tưởng nhớ người đã khuất.
Do chiến tranh và các chính sách chống mê tín dị đoan, các di tích ở Diễn Hoa như cổng làng, đền thờ và các công trình văn hóa khác đã bị phá hủy. Nay con cháu từ khắp nơi trên đất nước đang chung tay xây dựng lại quê hương. Nhiều việc làm có ý nghĩa như xây dựng nhà tình nghĩa các công trình giao thông và dự kiến sẽ xây dựng lại cổng làng và sau đó là trùng tu lại ngôi chùa cổ và trồng lại cây xanh.
Từ xa xưa trên địa bàn xã này có tuyến kênh Nhà Lê nối từ  kinh đô Hoa Lư đến Đèo Ngang đi qua, là tuyến đường thủy đầu tiên trong lịch sử Việt Nam và được coi là tuyến đường Hồ Chí Minh trên sông vì những đóng góp cho các cuộc chiến tranh của người Việt (hiện là một đoạn của sông Bùng theo tên gọi địa phương).